# Virginia Slims of Oklahoma City 1971
Virginia Slims of Oklahoma City 1971 — жіночий тенісний турнір, що проходив на закритих кортах з килимовим покриттям Frederickson Field House Arena в Оклахома-Сіті (США). Належав до WT Pro Tour 1971. Турнір відбувся вперше і тривав з 29 січня до 1 лютого 1971 року. Перша сіяна Біллі Джин Кінг здобула титул в одиночному розряді й заробила 2,5 тис. доларів.

## Фінальна частина

### Одиночний розряд
Біллі Джин Кінг —  Розмарі Казалс 1–6, 7–6, 6–4

### Парний розряд
Розмарі Казалс /  Біллі Джин Кінг —  Мері-Енн Ейсел /  Валері Зігенфусс 6–7, 6–0, 7–5

## Розподіл призових грошей
| Дисципліна       | П      | F      | ПФ     | ЧФ   | 1/8  |
| Одиночний розряд | $2,500 | $1,800 | $1,200 | $600 | $300 |